# Hunterwali
Hunterwali («Mujer con un látigo» ) es una película de acción en lenguaje hindi de 1935 realizada por la compañía Wadia Movietone de Bombay (ahora Mumbai), con la protagonista de Fearless Nadia. Una historia de una princesa que lucha contra la injusticia como la cruzada enmascarada Hunterwali (lit. «mujer con un látigo»), la película impulsó a la actriz Nadia y a los 
hermanos Wadia de la compañía Movietone a la fama.
Hunterwali fue el primer papel principal de Nadia. En la película tuvo que realizar muchas escenas de acción con acrobacias que fueron muy aplaudidas por la audiencia. La película, una empresa costosa, fue un éxito de taquilla. Inspiró numerosos productos, incorporando a Hunterwali en sus marcas. Debido al éxito de la película, Nadia se convirtió en un icono de culto y protagonizó numerosas películas de acción, convirtiéndose en la «actriz de acción más antigua y popular» del cine indio.

## Argumento
La historia comienza en una noche tormentosa, con un prólogo que explica que Krishnavati y su pequeño hijo son expulsados de su casa por el visir Ranamal. Antes, Ranamal también había asesinado a su hermano. La película cambia a 20 años después, cuando el hijo de Krishnavati, Jaswant, es un adulto. El coche real golpea a Jaswant en un accidente. Luego, la escena lleva a la princesa Madhuri (Fearless Nadia) que ofrece a Jaswant una compensación en forma de oro por la lesión causada. Jaswant se niega galantemente al regalo y la princesa se siente atraída por él. El villano Ranamal también está enamorado de la princesa y quiere casarse con ella. A esta propuesta se opone su padre, el rey, que está encarcelado por Ranamal. La princesa Madhuri, asume el papel de «Hunterwali», un vigilante enmascarado, el «protector de los pobres y el castigador de los malhechores». A continuación, realiza acciones, como saltar sobre un carruaje en movimiento y luego derrotar a 20 soldados de un golpe con estilo de batir. Ella no perdona a Jaswant tampoco mientras roba su preciada posesión, un caballo llamado «Punjab», pero pronto se lo devuelve. Jaswant traza su vendetta y encuentra a Madhuri bañándose desnuda en el río, la secuestra y la regala a Ranamal por una recompensa, pero luego se escapa. Al final, Madhuri y Jaswant se unen para luchar juntos contra Ranamal y derrotarlo.

## Reparto
Los miembros del elenco fueron:
- Fearless Nadia como la Princesa Madhuri alias Hunterwali.
- Boman Shroff como Jaswant.
- Jaidev, como Cunnoo, el compañero de Hunterwali.
- Sharifa, como Krishnavati, madre de Jaswant.
- Maestro Mohammed como el rey.
- John Cawas
- Gulshan
- Sayani
- Atish

## Producción

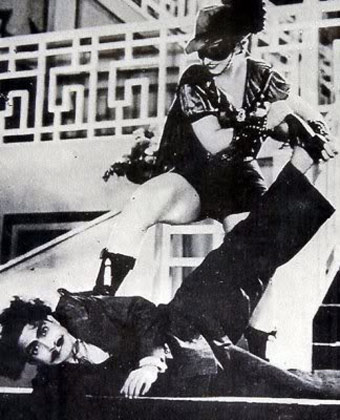
Una toma del film.

Hunterwali fue una película en blanco y negro con una duración de 164 minutos.  Durante la etapa de producción, hubo una objeción al título de la película. Los expertos en idiomas se opusieron a la mezcla de dos palabras; Hunter, una palabra inglesa que denota "látigo" y wali, que era una palabra hindi, era un híbrido corrompido que no hacía justicia a ninguno de los dos idiomas.
El personaje principal de la película, Hunterwali / Madhuri, es la belleza luchadora y de ojos azules, Nadia con el disfraz de un hombre. Mary Evans, también conocida como Nadia, fue una australiana que ingresó en el cine indio en 1934 y actuó en dos películas, Desh Deepak y Noor-e-Yaman, antes de Hunterwali, en esta última fue en la que tuvo el primer papel principal de su vida artística. Su carácter para el papel había evolucionado a lo largo de los años con su entrenamiento en equitación, como bailarina, su afición al ejercicio físico, como artista de circo y como artista de teatro durante la década de 1920 y principios de la década de 1930, que se acentuó como una atleta amazónica bien construida pero con figura flexible con pelo rubio y ojos azules. Todas estas cualidades la convirtieron en una atracción instantánea para los hermanos Wadia de Wadia Movietone, aunque inicialmente se mostraron escépticos sobre la posibilidad de que una mujer blanca «irrumpiera en un bastión de privilegio masculino», de películas de trucos y la aceptación de la audiencia conservadora durante el Raj británico.
La productora Wadia Movietone (fundada por los hermanos JBH Wadia y Homi Wadia), se especializaron en películas míticas y basadas en trucos especiales en ese momento. La línea de la historia fue desarrollada por JBH Wadia para adaptarse al personaje de Nadia. La trama se desarrolla en torno al tema histórico de una brava y valiente joven india que renuncia a su lujoso estilo de vida real para ser una persona popular. La película fue dirigida por Homi Wadia ‚—el futuro esposo de Nadia— quien también escribió el guion de la película, con Joseph David escribiendo el diálogo. El concepto de Hunterwali se inspiró en películas de Hollywood como Robin Hood, protagonizada por Douglas Fairbanks.
Inspirada en la serie de la película The Perils of Pauline (1933), Nadia hizo todos sus trucos. En el papel de un ángel vengador enmascarado, la película mostraba a Nadia como una princesa de capa y espada disfrazada. Con este atuendo, ella montaba a horcajadas sobre su caballo por el campo, persiguiendo enemigos con pantalones cortos, «con sus grandes pechos y sus muslos blancos y desnudos, cuando no estaba colgada de los candelabros, se encontraba pateando o azotando a los hombres, ella tenía unos puños y ceño imperioso».
La película estaba embellecida con muchos bhajans de Govind Gopal. Una de las canciones populares comienza con Hunterwali hai bhali duniya ki leth, que es una glorificación de Hunterwali. El maestro Mohammed, quien actuó como el rey, fue quien proporcionó la partitura musical.
Los Wadias habían gastado una fortuna no únicamente en hacer la película sino también en su campaña publicitaria. Se estrenó en Bombay en el Super Cinema, en Grant Road. Necesitaron seis meses para realizarla con un presupuesto de Rs. 80,000, que era una fortuna. No hubo candidatos para lanzar la película, en vista de los comentarios adversos sobre la belleza rubia de una heroína, por lo que los socios reunieron sus recursos y lanzaron una gran campaña publicitaria. Como resultado, hubo una gran cantidad de público para ver la película en su noche de estreno y, posteriormente, fue un gran éxito.

## Recepción y legado
Hunterwali fue un gran éxito y un gran negocio en términos de dinero ganado, ya que duró 25 semanas y obtuvo ganancias récord del año. Este fue el primer gran éxito de Nadia y Wadia Movietone.
Nadia como Hunterwali/Princesa Madhuri fue el punto culminante de la película, a pesar de su insuficiencia en la prestación de diálogos en hindi.  Sus trucos, en trenes y carruajes de caballos y con animales, y su apariencia rubia fueron bien recibidos por la audiencia.  Una escena popular en la película fue el momento en que Hunterwali anunció en el tercer rollo que aajse main Hunterwali hoon («a partir de hoy, soy la mujer con el látigo»), que resultó con el máximo aplauso de la multitud. Otra escena memorable, presentada como en cuadros, es la de Hunterwali levantando a un hombre sobre su cabeza con los compañeros haciendo piruetas a su alrededor, realizando gimnasia, en medio de una persecución; este tipo de escena se convertiría en un elemento básico de la mayoría de sus películas posteriores.
Hunterwali fue el personaje más popular de su época y fue catalogado como «el personaje más querido de Bollywood» en 100 años de cine indio por CNN-IBN. El grito de Hunterwali en la película «hey-yy» se convirtió en un eslogan. Tras el éxito de la película, Nadia se hizo conocida como «Hunterwali Nadia» y se convirtió en una figura legendaria en el cine indio.

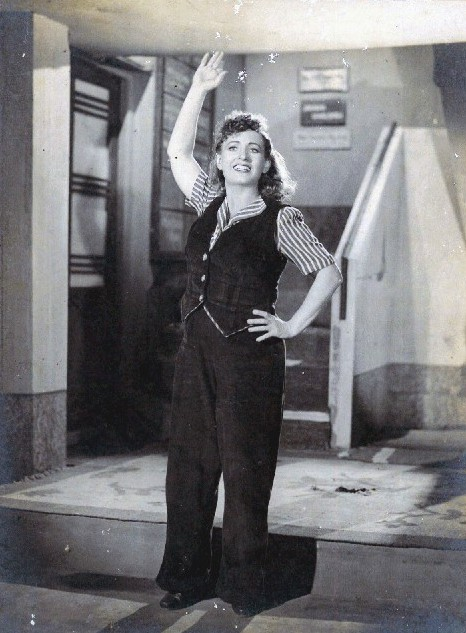
Fearless Nadia en la película india 11 O'Clock (1948).

Nadia emergió como un ícono feminista del cine hindi, interpretada como la que rompería el techo de cristal y anularía el orden patriarcal. A pesar de su acento hindi, Nadia logró un gran estrellato tras la película, convirtiéndose en la actriz mejor pagada en la industria cinematográfica india durante las próximas dos décadas. El éxito y la popularidad de Nadia se vieron favorecidos por actuaciones similares en películas del mismo género, también grandes éxitos, en los próximos años.
El éxito de Hunterwali fue explotada para promover varios productos con el nombre «Hunterwali» prefijado a la marca, como látigos, cinturones, naipes, chancletas, bolsos, brazaletes, cajas de fósforos, zapatos, camisas, etc. Wadia más tarde lamentó no haber patentado la palabra «Hunterwali», que podría haberle traído una fortuna en royaltis. El sufijo de la palabra, wali, también se convirtió en una moda para los productores de películas que loutilizaron en el nombre de muchas películas de acción, como Cyclewali , Chabukwali y Motorwali. La propia compañía Wadia capitalizó el ícono de Hunterwali al lanzar una secuela, Hunterwali Ki Beti.(«hija de Hunterwali»), con Nadia en 1943. Al igual que Hunterwali, la segunda parte se convirtió en un éxito de taquilla.
Un documental retrospectivo de 62 minutos titulado Fearless: The Hunterwali Story fue realizado por el sobrino de Nadia, Riyad Vinci Wadia, en 1993 sobre la vida de la actriz.  En abril de 2013, durante el centenario festival del cine indio en Delhi, la película junto con el clásico cine mudo, Diler Jiger (1931, Gallant Hearts), se exhibió en la «Carpa cinema» erigida como parte de las celebraciones. La película de Vishal Bhardwaj en hindi, Rangoon (2017), supuestamente retrata su vida y sus tiempos con Kangana Ranaut interpretando el papel de Nadia.